# (7238) Kobori
(7238) Kobori – planetoida z pasa głównego okrążająca Słońce w ciągu 3 lat i 196 dni w średniej odległości 2,32 j.a.
Została odkryta 27 lipca 1989 roku. Jej nazwa pochodzi od Akiry Koboriego (1904–1992), profesora matematyki na Uniwersytecie Kiotyjskim.